# Maalik Wayns
Maalik Wayns, né le 2 mai 1991, à Philadelphie, en Pennsylvanie, est un joueur puis entraîneur américano-biélorusse de basket-ball. Il évolue au poste de meneur.

## Biographie
Le 28 juin 2012, après trois années chez les Wildcats de Villanova, il n'est pas sélectionné lors de la draft 2012 de la NBA. Le 31 juillet 2012, il signe avec les 76ers de Philadelphie. Le 6 janvier 2013, les 76ers se séparent de Wayns. Le 8 janvier 2013, il signe un contrat de dix jours avec les 76ers. Le 18 janvier 2013, son contrat n'est pas renouvelé. Le 21 janvier 2013, il s'engage avec les Vipers de Rio Grande Valley en D-League. Le 28 janvier 2013, il est retiré de l'effectif. Le 20 février 2013, il revient chez les Vipers puis il est retiré de l'effectif le 7 mars 2013. Le 8 mars 2013, il signe avec les Clippers de Los Angeles.
Le 6 janvier 2014, il est coupé par les Clippers. Il est rappelé dès le lendemain à la suite du départ de Stephen Jackson. Le 16 février 2014, il retourne chez les Vipers de Rio Grande Valley mais il est retiré de l'effectif le 26 mars 2014.
Le 30 juillet 2014, il signe en Lituanie au Žalgiris Kaunas. Mais, le 13 octobre 2014, il est libéré de son contrat. Le 2 février 2015, il rejoint les 87ers du Delaware en D-League. Le 27 mars 2015, il est retiré de l'effectif des 87ers.
Le 3 avril 2015, il signe au Porto Rico, chez les Atenienses de Manati.
Le 14 août 2015, il signe en Italie à l'OpenJobMetis Varese.
Le 2 août 2016, il part en Russie jouer à l'Ienisseï Krasnoïarsk.
Le 25 octobre 2017, il signe en Espagne au Divina Seguros Joventut.
Durant l'été 2018, il signe en deuxième division italienne, à l'Universo Treviso Basket. Le 11 janvier 2019, il quitte le club italien. Le 4 février 2019, il signe en France chez les Levallois Metropolitans en tant que pigiste médical de Jaron Johnson. Le 20 février 2019, il prolonge son contrat jusqu'à la fin de la saison 2018-2019.

## Palmarès
- Second-team All-Big East (2012)
- Big East All-Rookie Team (2010)
- Third-team Parade All-American (2009)
- McDonald's All-American (2009)